# Địa hóa đồng vị
Địa hóa đồng vị là một khía cạnh của địa chất học, dựa trên các nghiên cứu về nồng độ tương đối và tuyệt đối của các nguyên tố và các đồng vị của chúng trong Trái Đất. Những biến đổi về nồng độ của các đồng vị, đặc biệt được xác định theo phương pháp phổ khối gia tốc (accelerator mass spectrometry) hay phương pháp phổ khối tỉ số đồng vị, có thể cung cấp thông tin về tuổi của đá, hay chúng có nguồn từ nước hoặc không khí. Các tỉ số đồng vị thậm chí có thể làm sáng tỏ các quá trình hóa học trong khí quyển. Ở khía cạnh rộng hơn, lĩnh vực địa hóa đồng vị có thể được chia thành hai nhánh là địa hóa đồng vị bền và đồng vị phóng xạ.

## Địa hóa đồng vị bền
Đối với hầu hết các đồng vị bền, độ lớn giữa phân đoạn động học và phân đoạn cân bằng là rất nhỏ; do đó, các giá trị được biểu diễn ở dạng "phần ngàn" (‰). Các giá trị này (δ) là tỉ số giữa đồng vị nặng và đồng vị nhẹ trong mẫu so với tỉ số chuẩn như sau:
{\displaystyle \delta ^{13}C={\Biggl (}{\frac {{\bigl (}{\frac {^{13}C}{^{12}C}}{\bigr )}_{sample}}{{\bigl (}{\frac {^{13}C}{^{12}C}}{\bigr )}_{standard}}}-1{\Biggr )}*1000\ ^{o}\!/\!_{oo}}

### Cacbon
Carbon có hai đồng vị bền, 12C và 13C, và 1 đồng vị phóng xạ 14C. Các tỉ số đồng vị cacbon được đo đạc so với Vienna Pee Dee Belemnitida (VPDB). Chúng được sử dụng để theo dõi dòng hải lưu.
Đồng vị cacbon bền được ban đầu được tách ra bằng phương pháp quang hợp (Faure, 2004). Tỉ số 13C/12C cũng được xem là một chỉ số về cổ khí hậu: sự biến đổi về tỉ số này trong xác của thực vật ám chỉ sự biến đổi mức độ của hoạt động quang hợp.
Trong quá trình quang hợp, các sinh vật sử dụng thực vật C3 cho thấy các mức độ làm giàu khác nhau khi so sánh với các thực vật sử dụng C4, điều này cho phép các nhà khoa học không chỉ phân biệt vật chất hữu cơ từ cacbon vô sinh mà còn chỉ ra phương thức quang hợp được sử dụng.

### Nitơ
Nitơ có hai đồng vị bền, 14N, và 15N. Tỉ số giữa các đồng vị này được so sánh tương đối với nitơ trong không khí xung quanh. Các tỉ số nitơ thường có mối liên hệ với các hoạt động nông nghiệp. Dữ liệu đồng vị nitơ cũng được sử dụng để đo đạc lược trao đổi không khí giữa tầng bình lưu và tầng đối lưu sử dụng dữ liệu từ khí nhà kính N2O.

### Oxy
Oxy có 3 đồng vị bền, 16O, 17O, và 18O. Các tỉ số oxy được đo đạc tương đối với Vienna Standard Mean Ocean Water (VSMOW) hay Vienna Pee Dee Belemnite (VPDB). Các biến động tỉ số đồng vị oxy được sử dụng để theo dõi sự chuyển động của nước, cổ khí hậu, và cả các khí trong khí quyển như ôzôn và carbon dioxide. Đặc biệt, tham chiếu VPDB được dùng cho trường hợp cổ khí hậu, trong khi VSMOW được dùng cho hầu hết các ứng dụng khác. Các đồng vị oxy thể hiện các tỉ số dị thường trong ôzôn khí quyển, là kết quả của sự phân đoạn khối lượng độc lập (mass-independent fractionation). Các tỉ số đồng vị trong foraminifera hóa thạch đã và đang được sử dụng để suy luận nhiệt độ trong các biển cổ.

### Lưu huỳnh
Lưu huỳnh có 4 đồng vị bền phong phú gồm: 32S (0.9502), 33S (0.0075), 34S (0.0421) và 36S (0.0002). Các đồng vị này được so sánh với những đồng vị được tìm thấy trong thiên thạch Cañon Diablo. Tiêu chuẩn chung được chấp nhận đối với tỷ số 34S/32S là 1/22.22. Các biến động về tỉ số đồng vị được sử dụng để nghiên cứu nguồn gốc của lưu huỳnh trong thân quặng và nhiệt độ hình thành các khoáng vật chứa lưu huỳnh.
{\displaystyle \delta ^{34}S={\Biggl (}{\frac {{\bigl (}{\frac {^{34}S}{^{32}S}}{\bigr )}_{sample}}{{\bigl (}{\frac {^{34}S}{^{32}S}}{\bigr )}_{standard}}}-1{\Biggr )}*1000\ ^{o}\!/\!_{oo}}

## Địa hóa đồng vị phóng xạ

### Đồng vị Chì-chì
Chì có 4 đồng vị bền - 204Pb, 206Pb, 207Pb, 208Pb và một đồng vị phóng xạ phổ biến 202Pb với chu kỳ bán rã ~53.000 năm.
Chì được tạo ra trong Trái Đất từ quá trình phân rã các nguyên tố siêu urani, mà chủ yếu là urani và thori.
Địa hóa đồng vị chì cung cấp các thông tin về tuổi đồng vị ban đầu đối với nhiều loại vật liệu khác nhau. Do các đồng vị chì được tạo ra từ việc phân rã nhiều nguyên tố siêu urani khác nhau nên các tỉ số của 4 đồng vị so với đồng vị còn lại có thể có nhiều ứng dụng hữu ích trong việc theo dõi nguồn của các đá mácma nóng chảy, nguồn của trầm tích và thậm chí nguồn gốc con người thông qua tỉ số đồng vị trong vật liệu (isotopic fingerprint) trong răng, da và xương của họ.
Phương pháp này đang được sùng để định tuổi lõi băng ở thềm Bắc Cực, và cung cấp các thông tin về nguồn ô nhiễm chì trong khí quyển.
Các đồng vị chì-chì đã được ứng dụng thành công trong khoa học pháp y để lấy dấu vân tay trên các viên đạn, bởi vì mỗi lô đạn có các đặc thù riêng về tỉ số 204Pb/206Pb so với 207Pb/208Pb.

### Đồng vị nước dưới đất

#### Triti/heli-3
Triti được phóng thích vào khí quyển trong các lần thử bom hạt nhân trong khí quyển. Phân rã phóng xạ của triti tạo ra khí hiếm heli-3. So sánh tỉ số giữa triti và heli-3 (3H/3He) cho phép ước lượng tuổi của nước ngầm trong thời gian gần đây.